# Sumida
Sumida (japanska: 墨田区, Sumida-ku) är en stadsdelskommun i Tokyo. Kommunen ligger mellan Sumidafloden och Arakawafloden. Här har Asahi-bryggeriet sitt kända huvudkontor.
I Sumida ligger Tokyos, och Japans, högsta byggnadsverk, Tokyo Sky Tree. TV-tornet är 634 meter högt och var färdigställt 2012.